# Pheidole davidsonae

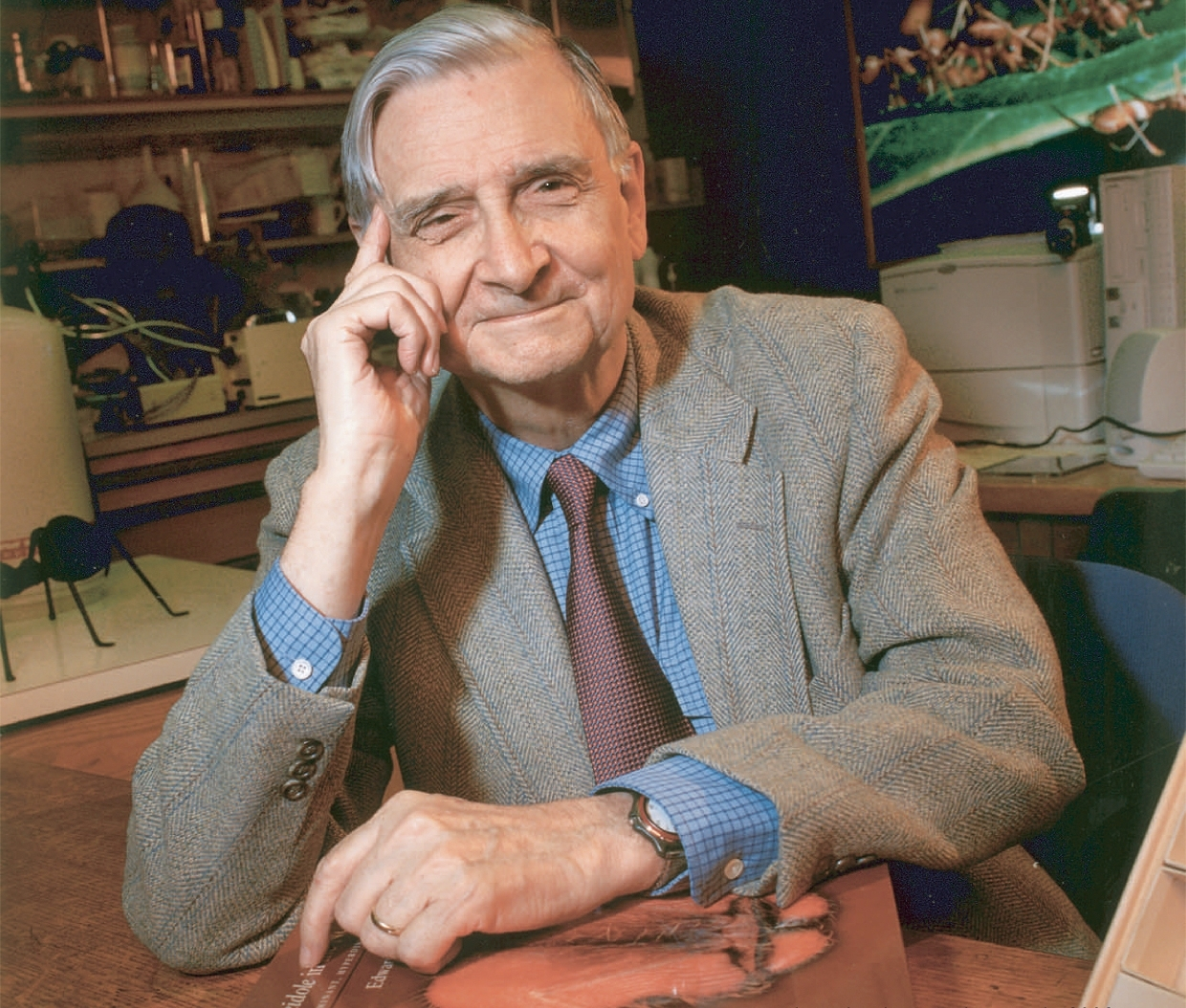
Профессор Эдвард Уилсон, автор первого описания вида.

Pheidole davidsonae  (лат.) — вид муравьёв рода Pheidole из подсемейства Myrmicinae (Formicidae). Новый Свет.

## Распространение
Южная Америка: Перу.

## Описание
Мелкие земляные мирмициновые муравьи, длина около 2—3 мм, солдаты светло-коричневого цвета; голова трёхцветная (клипеус жёлтый, задняя половина головы светло-коричневая, другие части головы красновато-коричневые); мезосома и стебелёк красновато-коричневые; брюшко тёмно-коричневое, лапки жёлтые; рабочие коричневатые (лапки светлее); характерные для рода большеголовые солдаты крупнее рабочих. Проподеум выпуклый. Затылочный край головы солдат вогнутый. Усики рабочих 12-члениковые с 3-члениковой булавой. Ширина головы крупных солдат — 1,06 мм (длина головы — 1,06 мм). Ширина головы мелких рабочих 0,48 мм, длина головы 0,60 мм, длина скапуса — 0,70 мм. Стебелёк между грудкой и брюшком состоит из двух члеников: петиолюса и постпетиолюса (последний четко отделен от брюшка). Pheidole davidsonae относится к видовой группе Pheidole diligens Group и сходен с видами Pheidole coffeicola, P. hoelldobleri, P. mooreorum, P. peregrina, P. zelata, и особенно с P. gagates, но отличается трёхцветной окраской, толстым и коротким скапусом солдат и зауженным затылком с затылочным кольцом у рабочих; пронотум гладкий. Вид описан в 2003 году американским мирмекологом профессором Эдвардом Уилсоном и назван в честь энтомолога Дианы Дэвидсон (Diane W. Davidson.), исследователя экологии насекомых.